# جری گری
جری گری (انگلیسی: Gerry Gray؛ زادهٔ ۲۰ ژانویهٔ ۱۹۶۱) بازیکن سابق و مربی فوتبال اهل کانادا است.
از باشگاه‌هایی که در آن بازی کرده‌است می‌توان به باشگاه فوتبال ونکوور وایتکپس اشاره کرد.
وی همچنین در تیم ملی فوتبال کانادا بازی کرده‌است.